# Grupa Azoty
Grupa Azoty S.A. je polská akciová společnost podnikající v oblasti chemického průmyslu. Sídlí v Mościcích, městské části Tarnówa v Malopolském vojvodství.
Podnik byl založen v roce 1927. Patřil státu a jeho vznik inicioval prezident Ignacy Mościcki, původní profesí chemik, po němž dostala lokalita jméno. Slavnostní zahájení výroby proběhlo 18. ledna 1930. Podle polského slova azot pro prvek dusík se firma jmenovala Państwowa Fabryka Związków Azotowych (PFZA), později Zakłady Azotowe w Tarnowie-Mościcach. Jejím prvním ředitelem byl Eugeniusz Kwiatkowski, patřila k nejmodernějším podnikům meziválečného Polska a vyvážela do šedesáti zemí. 
Za německé okupace se továrna jmenovala Stickstoffwerke Moscice a v letech 1951 až 1989 nesla jméno Felixe Dzeržinského. Roku 1991 byla transformována na akciovou společnost s většinovým podílem státu. V roce 2008 byla zahájena privatizace a proběhl initial public offering. Poté získaly Zakłady Azotowe většinový podíl v dalších firmách včetně Unylon Polymers GmbH v německém Gubenu a v roce 2013 byla vytvořena holdingová společnost, která dostala název Grupa Azoty.
Grupa Azoty je největším chemickým podnikem v Polsku. Zaměřuje se především na průmyslová hnojiva, jejichž je druhým největším výrobcem v Evropské unii. K jejím produktům patří také plastifikátory, kaprolaktam, oxoalkoholy, melamin a polytetrafluorethylen známý pod značkou Tarflen. Také provozuje v Senegalu důl na fosforit a ve spolupráci s KGHM Polska Miedź zahájila těžbu potašové soli v Pucké zátoce.
V roce 2019 uváděla Grupa Azoty 15 600 zaměstnanců. Výrobní provozy má kromě Tarnova v Polici, Kandříně, Puławech, Grzybówě a Chořově. Patří mezi WIG30, tj. třicet nejziskovějších společností s blue chip akciemi na Varšavské burze. Společnost sponzoruje hudební přehlídku Grupa Azoty Grand Festival a sportovní kluby ZAKSA Kędzierzyn-Koźle a KS Azoty-Puławy. 